# Pardachirus balius
 Pardachirus balius és un peix teleosti de la família dels soleids i de l'ordre dels pleuronectiformes que es troba a les costes del Mar d'Aràbia i Golf d'Oman.